# Будущее уже не то, что прежде
«Будущее уже не то, что прежде» — сборник заметок американского стендап-комика Джорджа Карлина, изданный в 2004 году. На территории США издавалось под названием «When Will Jesus Bring the Pork Chops?». На русский язык переведён Николаем Мезиным, выпущен «Альпина нон-фикшн».

## История
В коротких заметках, составляющих «Будущее уже не то, что прежде», Карлин яростно критикует глупость обывателей, клише и штампы, средства массовой информации, политику и религию, консервативные устои и моральные догмы, респектабельность и лицемерие. Уже своей обложкой, изображающей фрагмент «Тайной вечери» с пустым креслом Иисуса Христа и Джорджем, сжимающим в руках столовые приборы, книга преследует цель оскорбить как можно больше верующих, уже своим названием сборник задевает чувства последователей сразу трёх религий: христианства, ислама, иудаизма.
Значительную часть острот комик обрушивает на политкорректный новояз — выражения, используемые массмедиа, политиканами и маркетологами — извращающие действительность; вуалирующие суть вещей, вместо того чтобы прояснять её. Одновременно с печатной версией книги лейблом Deyan Audio была выпущена аудиозапись When Will Jesus Bring the Pork Chops?, где тексты сборника читает сам их автор. Диск был номинирован на «Грэмми» в категории «Лучший разговорный альбом».